# Júlio Maria Silvano
Júlio Maria Silvano (Angra, 30 de outubro de 1812 — Angra do Heroísmo, 2 de maio de 1888) foi um oficial general do Exército Português e político.

## Biografia
Nasceu em Angra, filho natural do coronel Caetano Paulo Xavier. Destinado a seguir a vida militar, alistou-se inicialmente na companhia de voluntários criada na ilha Terceira em 1828. No ano seguinte, assentou praça como voluntário, a 9 de dezembro de 1829, no Batalhão de Caçadores n.º 5, ao tempo aquartelado no Castelo de São João Baptista do Monte Brasil, com o qual participou nas operações da Guerra Civil Portuguesa.
Foi promovido sucessivamente a alferes, em 1833; tenente, em 1838; capitão, em 1847; major, graduado, em 1851, e efetivo, em 1859; tenente-coronel, em 1863; passou à reserva como coronel, em 1869 mas protestou, foi reintegrado, promovido a general de brigada e passou à reforma em 1870.
Com o Batalhão de Caçadores 5 participou na tomada das ilhas de São Jorge, Pico, Faial, e São Miguel sob o comando do conde de Vila Flor. Com o seu Batalhão, integrou desde início o Exército Libertador. A partir de 1833, foi colocado no Batalhão de Caçadores n.º 12. Foi ferido no recontro de Souto Redondo, em 1832, mas prosseguiu a campanha contra os absolutistas até 1834. Fez toda a campanha sempre com brio e distinção.
Com a vitória dos liberais serviu na 3.ª secção do Exército e nos quartéis de Penafiel, Viseu e Abrantes. Aderindo aos acontecimentos políticos de 1846 passou para a terceira secção do Exército até 1851, isto é, foi compulsivamente colocado na reserva. Reintegrado no serviço ativo, em 1864 foi novamente para a ilha Terceira, como tenente-coronel, reorganizar na ilha o Batalhão de Caçadores n.° 10, quando aquela unidade passou a guarnecer a Fortaleza de São João Baptista do Monte Brasil, sendo o seu primeiro comandante.
Em 1869 reformou-se em general de brigada. Depois de reformado participou na vida política do Distrito de Angra do Heroísmo, tendo presidido à Câmara de Angra do Heroísmo (1872-1873). Na política, militou na esquerda liberal.
Foi agraciado com a comenda da Ordem de Nossa Senhora da Conceição de Vila Viçosa e a comenda da Ordem Militar de São Bento de Avis (1864).

## Refrências
1. 1 2 3 4  «Silvano, Júlio Maria» na Enciclopédia Açoriana.
2. ↑  Costa, A. J. C. (coord.) (2005), Os generais do Exército Português. Lisboa, Biblioteca do Exército, II, 2: 62.
3. ↑  Forjaz, J. e Mendes, A. (2007), Genealogias da Ilha Terceira. Lisboa, Dislivro, VIII: 788.
4. ↑  Caetano Paulo Xavier (Lisboa, 10 Janeiro 1770 — Lisboa, 4 de julho de 1830), oficial de engenharia militar do Exército, lente de Matemática e Fortificação do Regimento de Artilharia da Corte e autor de vários levantamentos cartográficos e projetos de fortificação. Em 13 de maio de 1810 foi promovido a tenente-coronel agregado no Batalhão de Artilharia da Terceira, assumindo o comando daquele batalhão a 6 de junho de 1813, sendo a 1 de outubro de 1814 nomeado governador do Castelo de São João Baptista. Promovido a coronel agregado a 6 de fevereiro de 1818 e efetivo a 22 de janeiro de 1820, foi graduado em brigadeiro a 14 de abril de 1821. Esteve preso às ordens das Cortes por ter acompanhado o general Stockler na repressão da revolução angrense de 2 de abril de 1821, mas foi reintegrado após a Vila-Francada e continuou no governo da Fortaleza. Foi preso pelos revoltosos de 22 de junho de 1828 e deportado para Londres. Voltou a Lisboa, onde integrou as forças miguelistas derrotadas na Praia da Vitoria a 11 de agosto de 1829. Faleceu pouco depois do seu regresso a Lisboa.
5. ↑  Alfredo Luís Campos, Memória da Visita Régia à Ilha Terceira. Imprensa Municipal, Angra do Heroísmo, 1903.